# Азовський флот
Азо́вський флот — флот Московського царства, що існував у 1695—1711 роках. Флот був створений Петром I для боротьби з Кримським ханством у Азовському морі.
Після невдалого Прутського походу 1711 Азов довелось повернути туркам, а флот ліквідувати.

## Історія
Флот був створений Петром I у 1696 році з метою ізоляції і здобуття турецької фортеці Азова з боку Азовського моря. Причиною створення стали невдачі першого Азовського походу 1695 року значною мірою обумовлені відсутністю флоту.
Головним центром створення флоту був Вороніж де розташовувалося відповідне адміралтейство і де будувалися два 36-гарматні кораблі, а також збиралися та спускалися на воду галери та брандери збудовані в селі Преображенському під Москвою та в Брянську. Транспорті кораблі будувалися в Козлові, Доброму, Сокольському.
Перший бойовий похід Азовського флоту розпочався 3 травня 1696 року. Екіпаж суден налічував 4225 кораблебудівельників, солдатів та офіцерів Семенівського та Преображенського полків на чолі з Ф. Лєфортом. Азовський флот відіграв принципову роль у взятті Азова в 1696 році.
Базою флоту обрали Таганрог. Найбільше кораблів збудували в 1697—1700 роках — всього 149 парусних та гребних суден. Адміралтейство з Воронежа було переведено до Таврова на азовське узбережжя де будувалися навіть 80-тигарматні кораблі. Всього з 1696 по 1711 рік було збудовано 215 суден. Судна Азовського флоту були переважно плоскодонні, озброєні 44—58 гарматами. Після невдалого Прутського походу 1711 Азов довелось повернути туркам, а флот ліквідувати. Пізніше на Азовському морі, залежно від обставин, створювались Азовські військові флотилії.

## Кораблі
Кораблі Азовського флоту, які будувалися у 1695—1710 роках, мали дуже низьку якість. Деревина, що використовувалася, була належним чином не оброблена та сира, до того ж використовувалися непридатні сорти лісу (наприклад дуже обмаль застосовувався дуб, який був основним матеріалом для кораблебудування у XVIII столітті). Про якість кораблів Азовської флотилії Петра І та терміни їх будівництва свідчить історія відомого корабля «Гото Предестинація», який був закладений у 1700 році, будувався аж 10 років, щонайменше до 1710, у 1711 році був проданий Туреччині, а у 1718 списаний та розібраний на дрова, тобто через 7 років після завершення будівництва (термін служби кораблів того часу від 20 до 50 років, як наприклад флагманський корабель адмірала Нельсона HMS Victory).